# Eleonore von Normandie
Eleonore von Normandie (* vor 1017) war eine Tochter von Herzog Richard II. von Normandie († 1027) und Judith von Bretagne († 1017). Sie heiratete nach 1030 den etwa 30 Jahre älteren Balduin IV. von Flandern nach dem Tod dessen erster Ehefrau Otgiva von Luxemburg († 1030). Balduin starb bereits 1035.
Einziges bekanntes Kind aus ihrer Ehe ist Judith von Flandern († 1094), die in erster Ehe Toste Godwinsson heiratete, ab 1055 Earl of Northumbria (X 1066), und in zweiter Ehe Welf IV., 1070 Herzog von Bayern († 1101). Die Annahme von Balduin und Eleonore als Eltern Judiths war lange umstritten, dürfte mittlerweile aber als anerkannt gelten. Durch Judiths zweite Ehe ist Eleonore die Ururgroßmutter sowohl von Friedrich Barbarossa als auch von Heinrich dem Löwen.
Entgegen der üblichen Bezeichnung ist nicht sicher, dass sie wirklich Eleonore hieß, da die Primärquellen, die sie betreffen, ihren Namen nicht nennen:
- In der Genealogica Comitum Flandriæ wird ihr Name nicht genannt; in der Fußnote 19 auf S. 307 der MGH-Ausgabe wird er als „Alienoram“ angegeben, ohne dass die Quelle für diese Aussage notiert wird.
- Der Annalista Saxo bezeichnet in seinen Aussagen zum Jahr 1066 die Mutter Judiths als „cognatione beati Ethmundi regis“, Verwandte des seligen Königs Edmund († 946), ohne ihren Namen anzugeben.
- Auch Wilhelm von Jumièges nennt ihren Namen nicht, als er über ihre Ehe mit Balduin berichtet, wohl aber den ihrer Eltern.